# The Best of Madonna
The Best of Madonna è una raccolta della cantautrice statunitense Madonna pubblicato solo in Cina nel 2003 dalla Warner Bros. Records. Contiene i singoli della cantante che hanno riscosso maggior successo in Cina, tutti in versione album.

## Tracce

### CD1
1. Die Another Day – 4:38
2. Hollywood – 4:24
3. American Life – 4:58
4. Nothing Fails – 4:49
5. American Pie – 4:32
6. What It Feels Like for a Girl – 4:45
7. Don't Tell Me – 4:40
8. Frozen – 6:10
9. The Power of Good-Bye – 4:10
10. Don't Cry for Me Argentina – 5:37
11. Secret – 5:04
12. Human Nature – 4:53
13. Erotica – 5:20
14. Deeper and Deeper – 5:35
15. Borderline – 5:18

### CD2
1. Music – 3:45
2. Ray of Light – 5:20
3. Take a Bow – 5:21
4. Beautiful Stranger – 4:21
5. Holiday – 6:08
6. Like a Virgin – 3:35
7. Material Girl – 3:56
8. Crazy for You – 4:08
9. Live to Tell – 5:51
10. Papa Don't Preach – 4:29
11. Open Your Heart – 4:13
12. La Isla Bonita – 4:02
13. Express Yourself – 4:37
14. Cherish – 5:03
15. Vogue – 4:50
16. Justify My Love – 4:59
17. Rescue Me – 5:31
18. Drowned World/Substitute for Love – 5:10